# Игути, Токио
Токио Игути (яп. 井口 時男 Игути Токио, 3 февраля 1953 года) — японский литературовед наиболее известный своими исследования японской литературы второй половины XX века. Преподаватель Токийского технологического института (1990—2011).

## Жизнь и творчество
Родился в префектуре Ниигата. Окончил филологический факультет Университета Тохоку. Дебютировал с работой «Тело моногатари» (物語の身体, 1983), посвящённой анализу творчества Кэндзи Накагами и отмеченной премией журнала «Гундзо» для начинающих критиков. В июле 1987 года опубликовал первую монографию «Теория моногатари / теория катастроф» (была номинирована на премию Мисимы в 1988 году). 
В 1990 году в знак протеста против отказа принять Норио Нагаяму в состав Японского союза литераторов вышел из этой организации вслед за Кодзином Каратани. С декабря 1990 года начал преподавательскую деятельность в Токийском технологическом институте. В числе учеников — Юити Икэда. Начиная с марта 2003 года в журнале «Синтё» серийно публиковал основную на сегодняшний день свою работу «Кризис и конфликт», где предметом анализа стали творческие пути Оэ и Накагами. Публикацию в «Синтё» Игути также использовал для критики литературного истеблишмента Японии, подвергшего остракизму литературоведа Итару Кавасиму. В 2011 году завершил свою преподавательскую деятельность, выйдя на пенсию.

## Признание
- 1994: премия Хирабаяси за книгу «Косноязычие как метод»
- 1997: премия Ито за книгу «Кунио Янагита и современная литература»

## Избранные сочинения
- Теория моногатари / теория катастроф (物語論/破局論, 1987)
- Косноязычие как метод (悪文の初志, 1993).
- Кунио Янагита и современная литература (柳田国男と近代文学, 1996)
- Рождение критики / смерть критики (批評の誕生/批評の死, 2001)
- Кризис и борьба. Кэндзабуро Оэ и Кэндзи Накагами (危機と闘争 大江健三郎と中上健次, 2004)
- Время насилия (暴力的な現在, 2006)
- Размышления о несовершеннолетних убийцах (少年殺人者考, 2011)